# Бекей
Бе́кей (або Бекет; каз. Бекей) — село у складі Теректинського району Західноказахстанської області Казахстану. Входить до складу Чаганського сільського округу.
Населення — 55 осіб (2021; 113 у 2009, 178 у 1999, 248 у 1989).